# Herichthys labridens
Herichthys labridens es una especie de peces de la familia Cichlidae en el orden de los Perciformes.

## Morfología
Los machos pueden llegar alcanzar los 25 cm de longitud total.

## Hábitat
Vive en zonas de clima tropical entre 22 °C-30 °C de temperatura.

## Distribución geográfica
Se encuentran en América:  cuenca del río Pánuco (México ).